# Нагрудний знак «За зміцнення обороноздатності»
Відомча заохочувальна відзнака Міністерства оборони України — нагрудний знак «За зміцнення обороноздатності» входила до діючої до 2012 року системи відзнак Міністерства оборони України.
У новій системі відзнак з 2015 року аналогом відзнаки є медаль «За зміцнення обороноздатності».

## Історія нагороди
- Відзнака встановлена наказом Міністра оборони України Юрія Єханурова від 21 травня 2008 року № 219.
- 30 травня 2012 року Президент України В. Ф. Янукович видав Указ, яким затвердив нове положення про відомчі заохочувальні відзнаки; міністрам, керівникам центральних органів виконавчої влади, керівникам (командувачам) військових формувань, державних правоохоронних органів було доручено забезпечити в установленому порядку перегляд актів про встановлення відомчих заохочувальних відзнак, приведення таких актів у відповідність із вимогами цього Указу[1]. Протягом 2012—2013 років Міністерством оборони України була розроблена нова система заохочувальних відзнак[2], що вже не містила нагрудного знака «За зміцнення обороноздатності»; проте 9 грудня 2015 року наказом Міністерства оборони України № 705 серед інших була встановлена медаль «За зміцнення обороноздатності»[3].

## Положення про відзнаку
- Відомчою заохочувальною відзнакою Міністерства оборони України — нагрудним знаком «За зміцнення обороноздатності» нагороджуються особи старшого та вищого офіцерського складу, працівники Збройних Сил України та інші особи за значний особистий внесок у справу зміцнення обороноздатності держави, підтримання високої бойової та мобілізаційної готовності військ (сил).
- Нагородження Відзнакою здійснюється наказом Міністра оборони України (по особовому складу).
- Подання до нагородження Відзнакою здійснюється в порядку, визначеному в Положенні про заохочувальні відзнаки Міністерства оборони України.
- Нагородженому вручаються Відзнака та посвідчення до неї.
- У разі втрати (псування) Відзнаки дублікат не видається.
- Відзнака і посвідчення до неї після смерті нагородженого залишаються в сім'ї померлого як пам'ять.

## Опис відзнаки
- Відомча заохочувальна відзнака Міністерства оборони України — нагрудний знак «За зміцнення обороноздатності» виготовляється з жовтого металу і має форму просічної круглої медалі діаметром 32 мм з пояском, у якій вміщені зображення емблеми Збройних Сил України і контурне зображення території України. На пояску напис — «За зміцнення обороноздатності». Усі зображення і написи рельєфні.
- На зворотному боці медалі вигравірувано порядковий номер відзнаки.
- За допомогою кільця з вушком медаль з'єднується з прямокутною колодкою, обтягнутою стрічкою. Розмір колодки: довжина — 45 мм, ширина — 28 мм. На зворотному боці колодки є застібка для кріплення до одягу.
- Стрічка відзнаки шовкова муарова жовтого кольору з поздовжніми смужками: двома бордового кольору у центрі і двома синіми з країв стрічки. Ширина смужок бордового кольору — по 5 мм кожна, синього — по 3 мм кожна.
- Планка відзнаки являє собою прямокутну металеву пластинку розміром 12 мм завдовжки і 24 мм завширшки, обтягнуту стрічкою.

## Порядок носіння відзнаки
- Нагрудний знак «За зміцнення обороноздатності» носять з лівого боку грудей і розміщують після заохочувальної відзнаки Міністерства оборони України «Знак пошани»[4].